# Arse
Arse (en idioma íbero ) fue el primigenio núcleo de población de la etnia íbera edetana del que surgiría la ciudad romana de Saguntum. Su ciudadela fue inexpugnable para las tropas cartaginesas comandadas por Aníbal durante el sitio de Sagunto. Llegó a ser primero un oppidum y luego un municipium romano, cuyos habitantes eran hispanorromanos, con el topónimo latino de Saguntum.

## Geografía histórica y económica

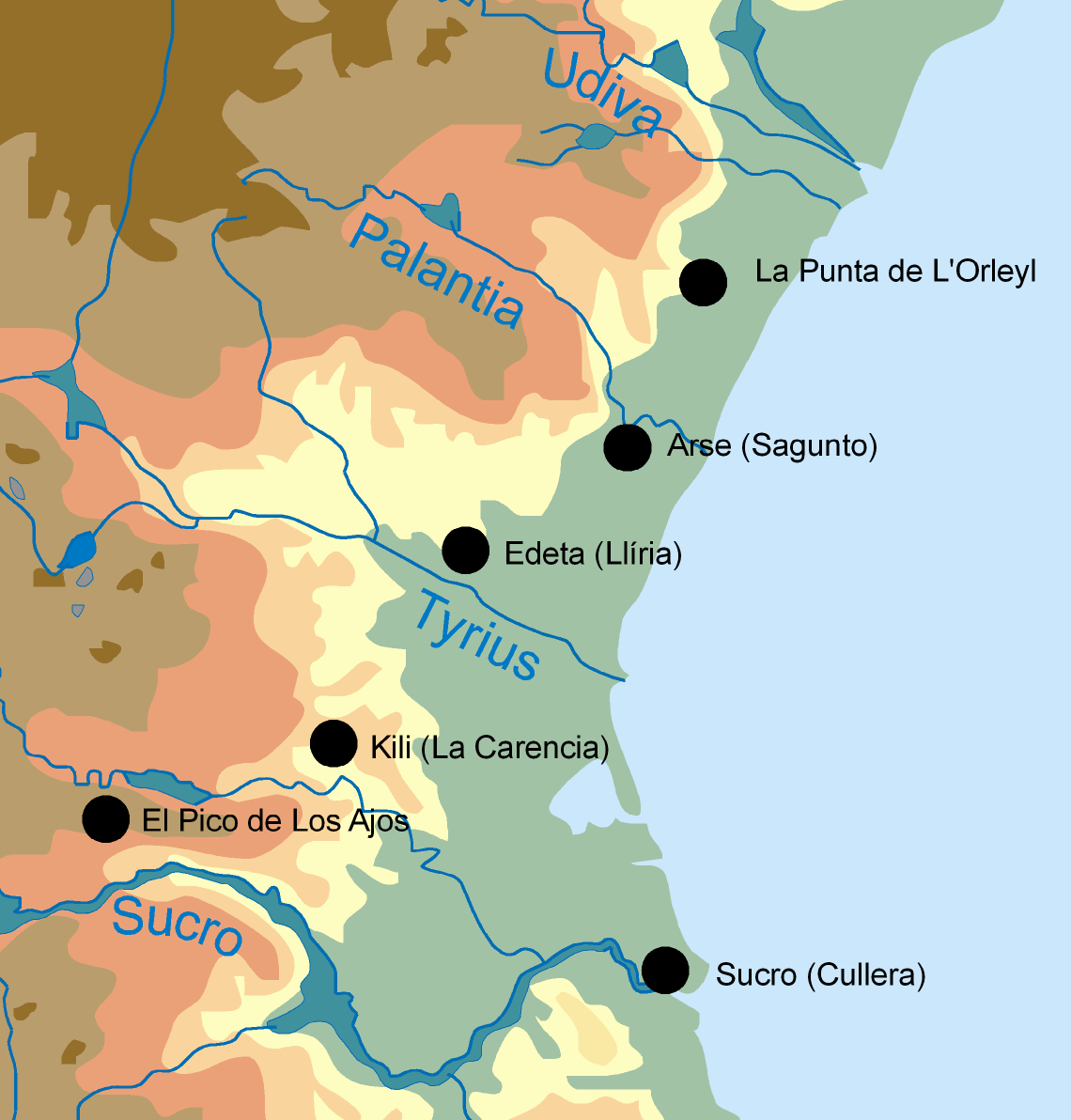
Situación de Arse con respecto a otras poblaciones edetanas.

El desarrollo social y económico de Arse se debe a que su puerto desempeñó un gran papel como escala en la ruta comercial que enlazaba la costa meridional de la Galia con la costa septentrional de Iberia, donde había poblaciones fundadas por colonos griegos, como Massalia y Emporion.
El puerto no se limitaba a ser un lugar de paso en las rutas de navegación, sino que desde él se exportaban e importaban tanto productos locales como los del interior de la región edetana. Su prosperidad, pues, podría afirmarse que se debía en gran parte a los beneficios obtenidos de su actividad comercial. El desarrollo político y social de la ciudad se generó como consecuencia inmediata de las ideas y culturas que entraron a través de su puerto, que a largo plazo redundaron en tal evolución.
Además era un enclave estratégico terrestre, bien comunicado con el interior, constituía una encrucijada entre los núcleos de población de Iberia septentrional y meridional, debido tanto a su emplazamiento en un cordón litoral como a que el río Palancia desembocaba en su área portuaria, curso fluvial de tránsito de productos entre la costa y las tierras del interior, siendo una auténtica vía de comunicación natural.
En una carta comercial hallada en Ampurias y fechada en el siglo V a. C., en la que se consignan los desplazamientos y contactos comerciales de los mercaderes ampuritanos, se menciona una actividad comercial, cuyos partícipes eran ampuritanos y un comerciante ibero llamado Baspedas, indígena de origen saigantheo. El remitente de la carta ordenaba al destinatario que realizara una transacción comercial relativa al vino, en un lugar llamado Saígantha, topónimo helenizado del emplazamiento geográfico en el que había un emporio comercial situado en el territorio de Arse, en el que se localizaba un pantalán de amarre. Sin embargo, se objeta que la misiva fechada en el siglo V a. C., pueda referirse en una época tan temprana a Arse. En cualquier caso, la adscripción de dicho topónimo plasmado en el documento ampuritano con el Grau Vell, resta importancia al hecho de que en el mismo siglo, los descubrimientos arqueológicos del presente han demostrado que era un puerto en plena efervescencia. Avalado por los descubrimientos en su entorno, de materiales cerámicos griegos de importación, en los yacimientos ibéricos del Rabosero, de la Punta d'Orleyl, del Castell d'Almenara, y de la Muntaya Frontera.
Se ha estimado que, a principios del siglo IV a. C., Arse tenía una superficie de 8 hectáreas.

### Recursos mineros

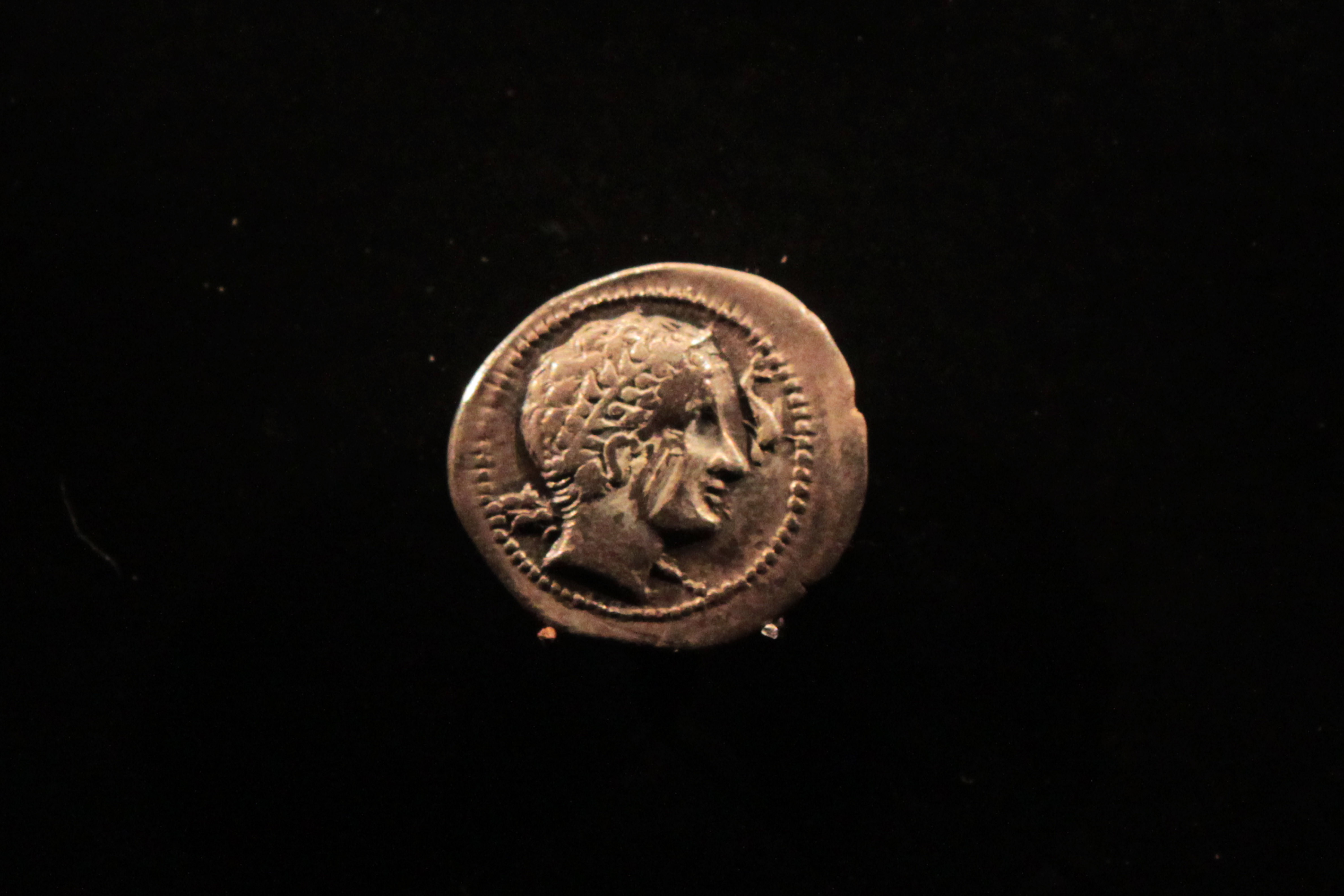
Dracma de Arse correspondiente al, depositado en el Museo de Prehistoria de Valencia.

El hecho de que la galena argentífera que hay en los filones y vetas de la Sierra Calderona contara con pocos testimonios antiguos sobre su explotación por los arsetanos, además de la de los habitantes de la ciudad de Edeta, se debe a la cercanía de los respectivos territorios a las minas.
En el área de Arse se hallaron recortes de plata. Los arqueólogos han deducido que se utilizaron como modelo de uso de plata a peso, y debido a su reducido tamaño se emplearon como una especie de dinero para los intercambios y pagos. El conjunto de fragmentos encontrados manifiesta la circulación de pequeños recortes, seguramente también los hubo grandes, y se pueden relacionar con el sistema de metrológico monetal de los inicios de las acuñaciones de monedas en Arse. El ámbito en que se usaron dichos recortes para pagos e intercambios, serían tanto de orden institucional como privado, aunque es indemostrable según la opinión de arqueólogos, como Gozalbe y Ripollés (2002).
Las características del sistema de pesos vinculadas a la recopilación de fragmentos de plata (unos 330 fragmentos) evidencia la existencia de ponderales. Por su reducido tamaño posibilitaba efectuar una amplia variedad de transacciones comerciales cotidianas de muy pequeño valor. Se puede remontar el uso de la plata a peso a comienzos del siglo IV a. C., y con toda probabilidad al V a. C. Por otra parte, han aparecido monedas no acuñadas en Arse, que datan desde el siglo VI al último tercio del III a. C. La presencia de comerciantes griegos está atestiguada por el hallazgo de monedas procedentes de cecas del Mediterráneo Central, como Segesta, Mesina, Acragante y de la actividad comercial púnica, y en menor medida por las provenientes de Sicilia. También se han hallado monedas de Etruria y Provenza, acuñadas a principios del siglo V a. C. Otras piezas monetales revelan contactos comerciales con la isla de Ceos y la región minorasiática de Caria. Otros materiales arqueológicas encontrados evidencian la relación comercial entre Arse, Ebusus y poblaciones campogibraltareñas durante el siglo V a. C.
La acuñación de moneda propia puede fecharse a partir de mediados del siglo IV a. C. La leyenda arsesken predomina en el reverso de distintas emisiones de monedas. La acuñación de dracmas, óbolos y hemióbolos en la primera mitad del siglo III a. C., manifiestan las relaciones comerciales entre Arse y las ciudades griegas de Magna Grecia, Sicilia y Campania, confirmado por otras evidencias arqueológicas.

## Historia

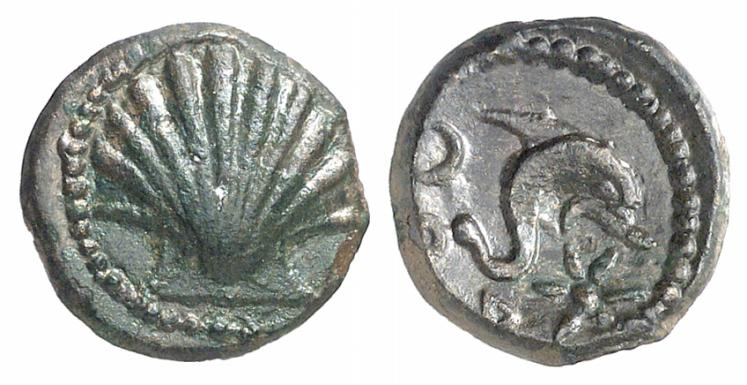
Moneda de Arse-Saguntum. Anverso: concha marina. Reverso: delfín sobre una estrella.

Esta ciudad íbero-edetana conocida como Arse, con el tiempo daría lugar a la ciudad hispanorromana de Saguntum. Se habla de la ciudad de Sagunto en algunos textos de la literatura clásica, relacionados con los acontecimientos sucedidos en la segunda guerra púnica. Silio Itálico atribuye la fundación mítica de la ciudad a Heracles, que halla su reflejo en las monedas.
La historia de Sagunto como ciudad portuaria es muy extensa. Ya en el siglo III a. C., Sagunto (en aquella época, aliada de Roma) constituía un punto estratégico en el comercio por el mar Mediterráneo con la ceca más importante de Edetania. En dicha época, comerciantes de Sagunto vivían instalados en las proximidades del puerto (fuera de la ciudad amurallada) con la finalidad de hacer prósperos sus comercios con las mercaderías que traían los marineros que arribaban a Sagunto. Este puerto antiguo es el barrio conocido como el "Grau Vell" (Puerto Viejo).

### Siglos VII-IVa.C.
En aras de una visión global, los iberistas han ampliado el marco cronológico y físico al área del Baix Palancia (Bajo Palancia), concretamente al estudio de su poblamiento ibérico. Ahora bien, en palabras de María Ángeles Martí Bonafé «la envergadura e importancia de los restos arqueológicos de cronología romana ha condicionado las actuaciones llevadas a cabo en el yacimiento, así como en el enclave portuario del Grau Vell».

### Siglos III a Ia.C.

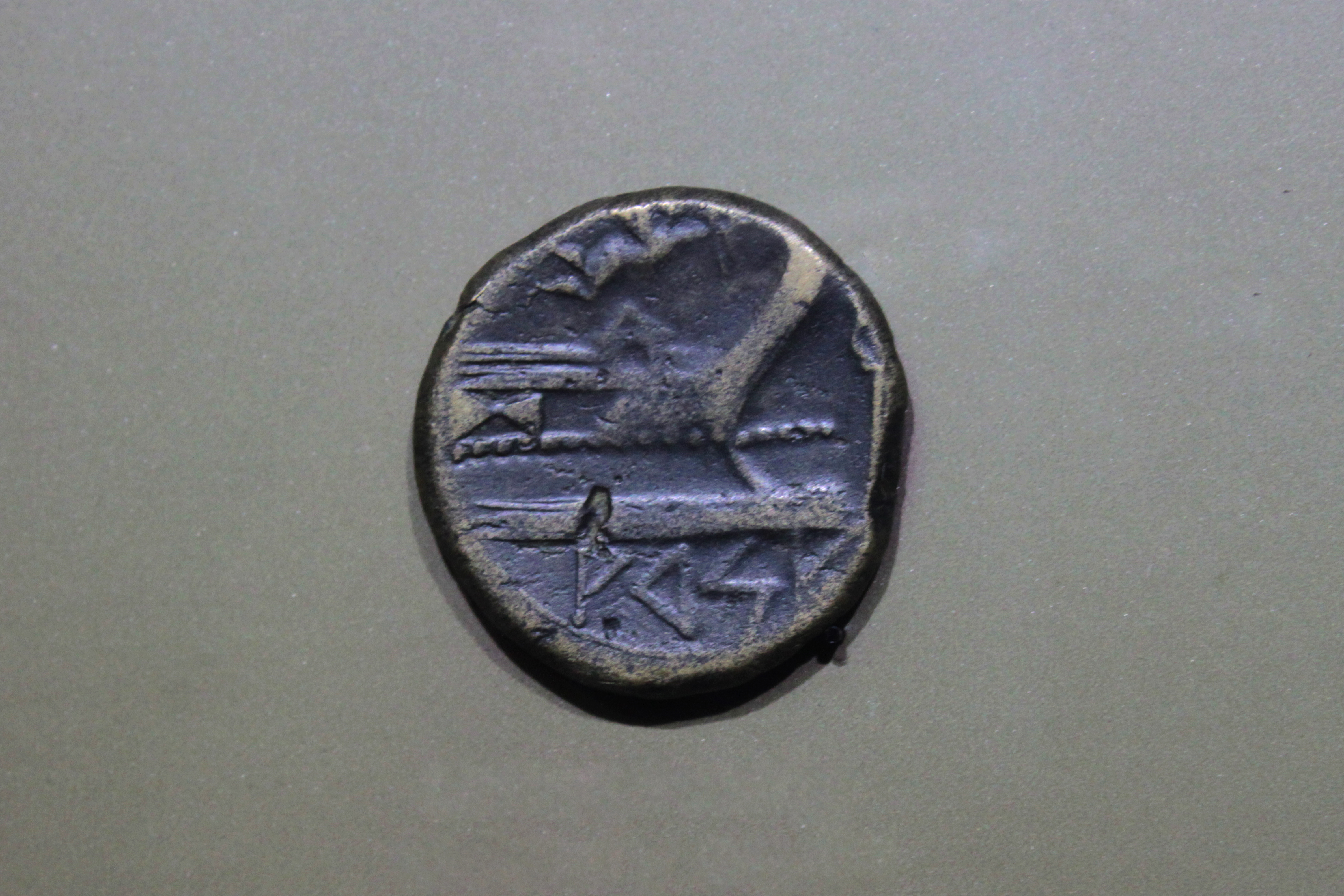
Unidad y media de Arse de los años 133 al 75 a. C. mostrando un caduceo y el nombre de la ciudad en alfabeto ibero.

La doble toponimia Arse-Saguntum, evidenciada numismáticamente, no demuestra por sí sola la existencia de un asentamiento colonial romano en las cercanías de la ciudad ibérica, sino que «es más plausible que esta ciudad tuviera dos nombres, uno ibero y otro latino». Sin embargo, el estatus de colonia de Saguntum está atestiguado por varias emisiones monetarias. El topónimo ibérico, Arse, atestiguado en las monedas locales a partir del siglo III a. C., y el latino de Saguntum, deducible del etnónimo Saguntinorum, y asociado al ibero desde el último tercio del siguiente siglo, responderían llanamente a una estrategia, urdida por el Senado romano, para justificar una guerra con la que logró la hegemonía en el Mediterráneo Occidental.
La ciudad edetana, fue asediada por el general cartaginés Aníbal en el año 219 a. C. al ser su emplazamiento estratégico. El sitio duró meses, y los habitantes de Arse basaron su estrategia en impedir a Aníbal superar las murallas que rodeaban la ciudad. No obstante, la negativa de ayuda de las comarcas adyacentes, que veían con temor el creciente poder de Arse sobre los pueblos de la región, pudieron resistir los envites del ejército cartaginés para tomar la ciudad. La situación se hizo insostenible después de la negativa de la República romana a enviar ayuda a los saguntinos. La ciudad, desmoralizada, pudo resistir unos meses más, ante un ejército mayor en número y en recursos; hay que tener en cuenta que el ejército que la asediaba se había formado con el objetivo final de derrotar a Roma. Además de estar comandada por uno de los grandes caudillos de la antigüedad. Después del asedio, Aníbal se encontró con una ciudad desolada, parcialmente destruida y quemada. Aquello hizo enfurecer al cartaginés que había sacrificado tiempo, soldados y recursos en su conquista. Cuenta la leyenda, que los ciudadanos de Sagunto al no recibir ayuda de los romanos, y negándose a rendirse, decidieron encender una gran hoguera y lanzarse todos a ella. Así se inició la segunda guerra púnica entre Cartago y la república de Roma. El papel decisivo de Arse en el desarrollo de esta guerra ha sido tratado tanto por la historiografía antigua como por la moderna. A menudo también se ha recurrido sobre este aspecto a sus acuñaciones monetales y a su epigrafía.
Siete años después, la ciudad fue recuperada por los romanos, y renombrada Saguntum. En 214 a. C. pasó a ser administrada como municipium (municipio romano). De entre los munícipes, destacaron los miembros de la gens Bebia, algunos de los cuales ingresaron en el Senado romano en época imperial, como Lucio Bebio Avito bajo Vespasiano. Los romanos construyeron un gran circo en la parte baja de la ciudad y un teatro con un aforo para ocho mil espectadores.